# Adrianus Bonebakker
Adrianus Bonebakker (Tiel, 27 mei 1767 – Amsterdam, 31 maart 1842) was een Nederlandse goud- en zilversmid en juwelier. 

## Biografie
Bonebakker werd op 31 mei 1767 in Tiel gedoopt als zoon van Anthonij Bonebakker (1730-1797) en Maria Cornelia van Oosterhoudt (1734-1820). Zijn vader was houder van de bank van lening te Buren en Tiel. Hij verhuisde naar Amsterdam waar hij in 1792 te Amsterdam zijn meesterproef als zilversmid aflegde. In hetzelfde jaar trouwde Bonebakker met Elisabeth du Pré (1760-1811). Uit dit huwelijk werden zeven dochters en een zoon Jacques Antoine Bonebakker (1798-1868) geboren. In 1802 nam hij met Diederik Lodewijk Bennewitz als compagnon een bekende Nederlandse goud-, zilver- en juwelierswinkel van die dagen over, de firma gebroeders Peirolet. In de eerste jaren onder de naam gebroeders Peirolet, Bennewitz & Bonebakker en later als Bennewitz & Bonebakker. In 1818 hertrouwde hij met Wijnanda Lucretia Tijdeman (1770-1826). Omstreeks 1820 werd hij lid van de Koninklijke Academie van Beeldende Kunsten. 

### Bennewitz & Bonebakker
Binnen de firma Bennewitz en Bonebakker was Bennewitz belast met de leiding van de werkplaats. Bonebakker nam de zakelijke kant voor zijn rekening. Van Adrianus Bonebakker is, hoewel hij stond ingeschreven als zilversmid, geen eigen werk bekend, aldus het Nederlands Instituut voor Kunstgeschiedenis. Het werk werd uitbesteed aan goud- en zilversmeden als T.G. Bentvelt, J.A. de Haas, A.H. Pape, D.W. Rethmeyer, H.P. La Ruelle en J.H. Stellingwerff. Prestigieuze opdrachten waren in deze periode bijvoorbeeld de opdrachten van de stad Amsterdam om de zogenaamde stadsleutels te vervaardigen. In 1806 werden deze sleutels van Amsterdam vervaardigd om aan te bieden aan koning Lodewijk Napoleon bij zijn intocht in Amsterdam. Door omstandigheden gebeurde dit pas in 1808. Dezelfde set sleutels werd gebruikt in 1813 bij de intocht van koning Willem I. In 1811 werd een tweede set sleutels van Amsterdam vervaardigd en overhandigd aan Napoleon Bonaparte op 9 oktober van dat jaar. Beide sets werden vervaardigd door Bennewitz. De tweede set werd pas vier jaar later door Amsterdam betaald. De originele sleutels bevinden zich in de collectie van het Amsterdam Museum. In 1816 kreeg het bedrijf de opdracht van de stad Amsterdam om het huwelijksgeschenk aan Prins Willem (de latere koning Willem II) en Anna Paulowna te vervaardigen. Dit geschenk bestond uit een 419-delig tafelservies, waarvan een belangrijk deel zich thans bevindt in het Rijksmuseum te Amsterdam.

### As Bonebakker & Zoon
Nadat de compagnons om zakelijke redenen in 1821 uiteen waren gegaan, startte Bennewitz de firma Bennewitz & Zonen en ging Bonebakker met zijn zoon door onder de naam As Bonebakker & Zoon. In 1840 kreeg het bedrijf de opdracht van koning Willem II voor het maken van de koningskroon. De maker van deze kroon, die nog steeds bij kroningen wordt gebruikt, was Theodorus Gerardus Bentvelt. Onder de naam Bonebakker bestaat het bedrijf nog steeds.

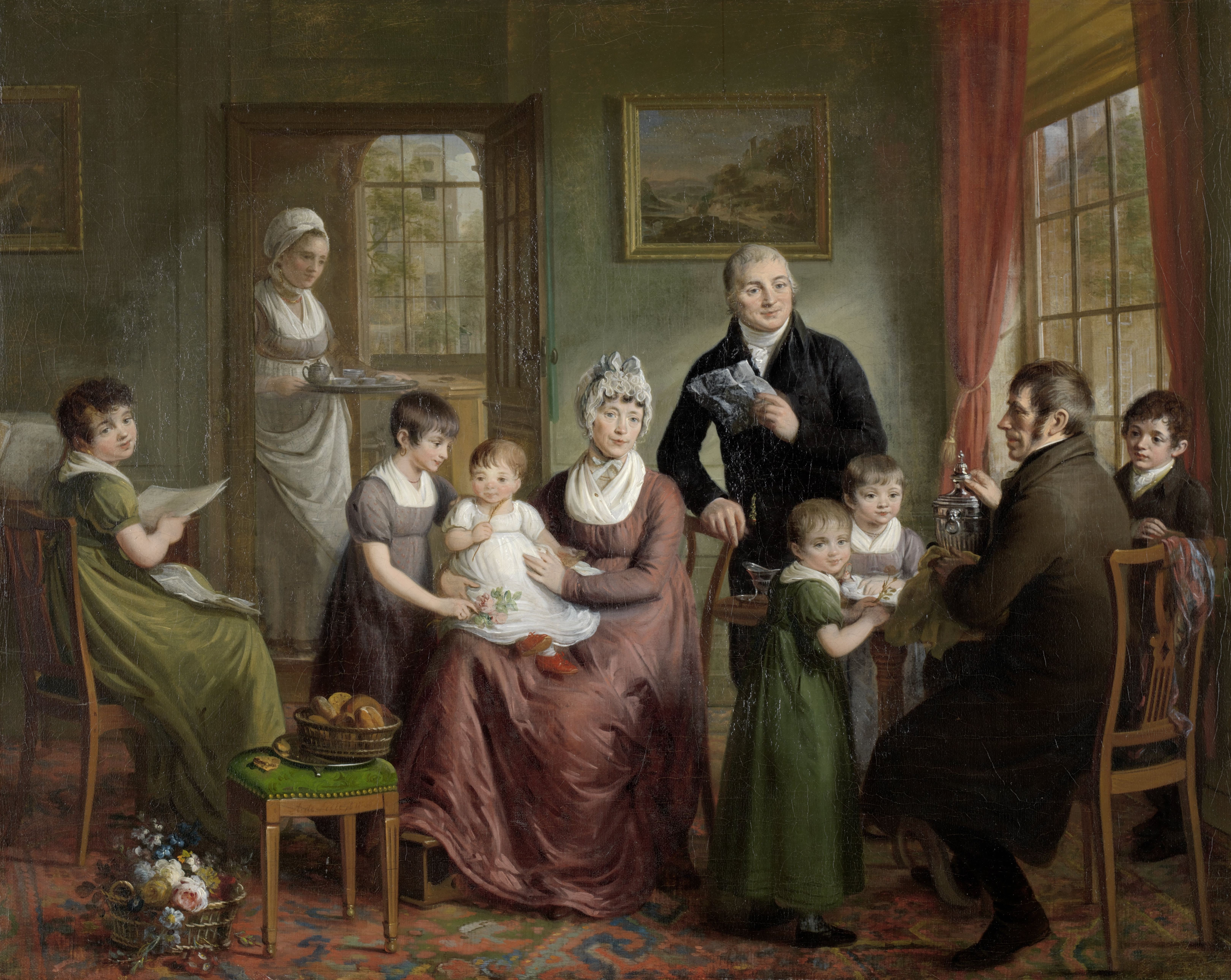
Portret van de familie van Adrianus Bonebakker tijdens een bezoek van - naar alle waarschijnlijkheid - compagnon Diederik L. Bennewitz (zittend, met zilveren object). Bonebakker zelf staat met een document in zijn hand. Schilderij door Adriaan de Lelie (1809)
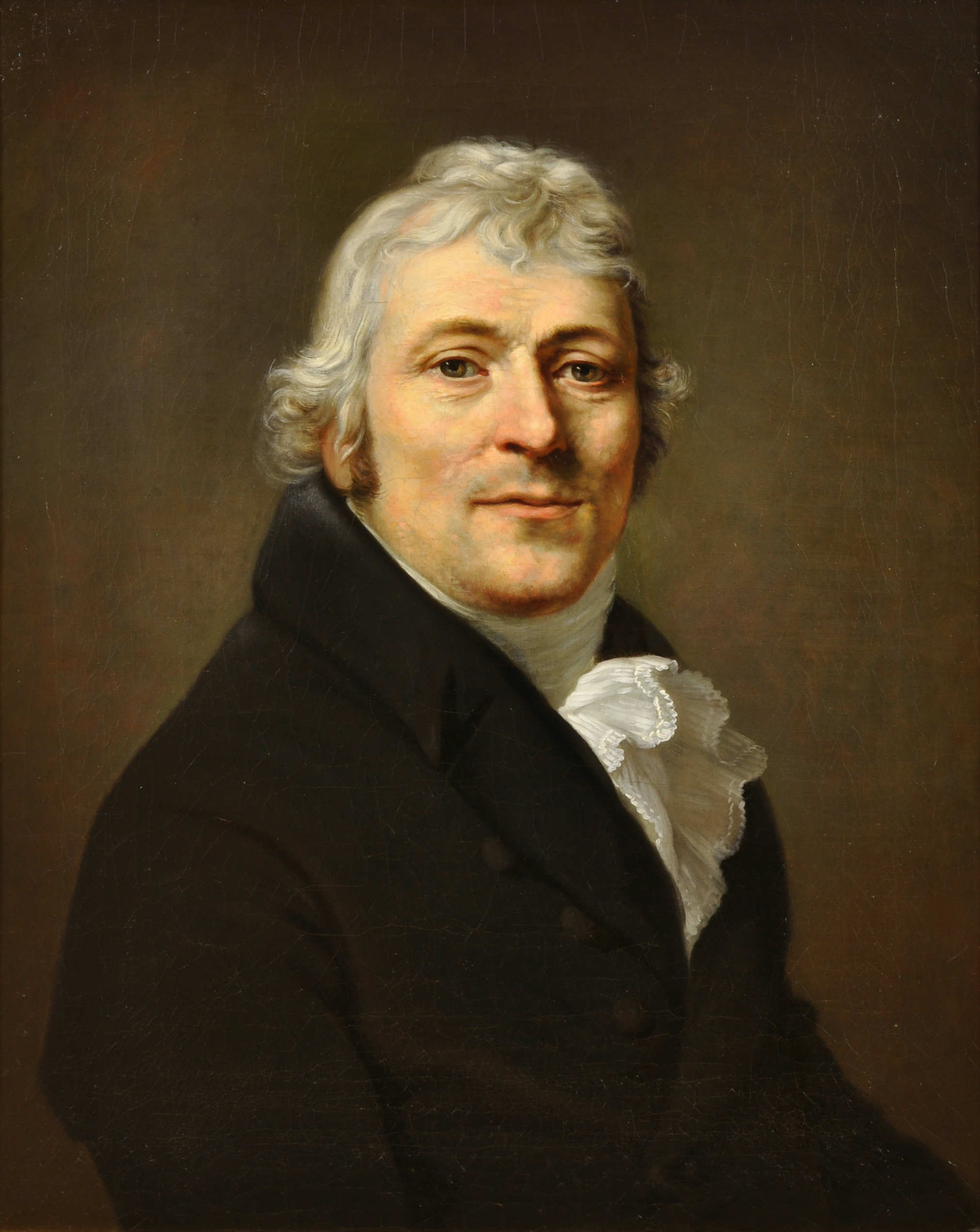
Adrianus Bonebakker (1767-1842)
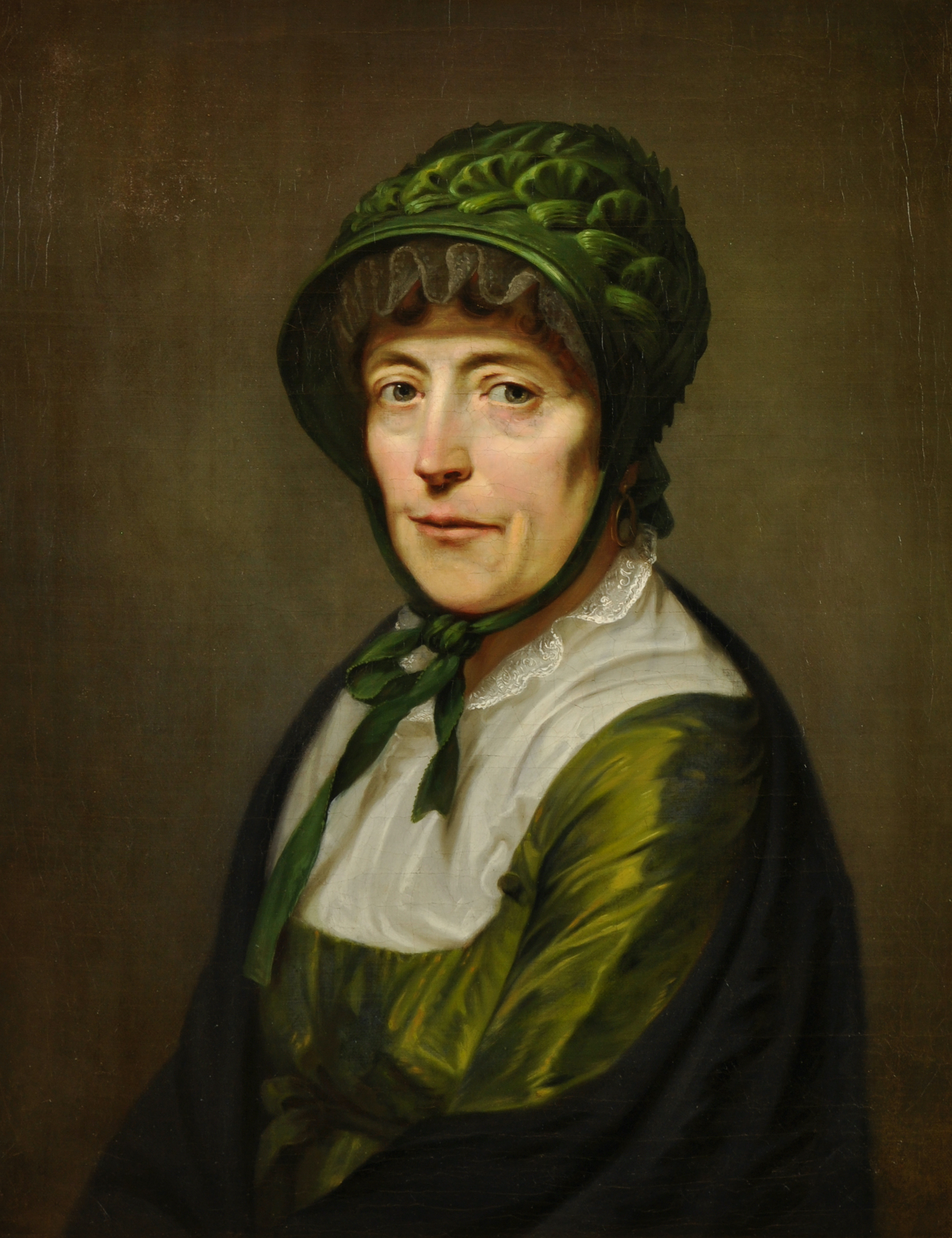
Elisabeth du Pré (1760-1811), de eerste echtgenote van Adrianus Bonebakker
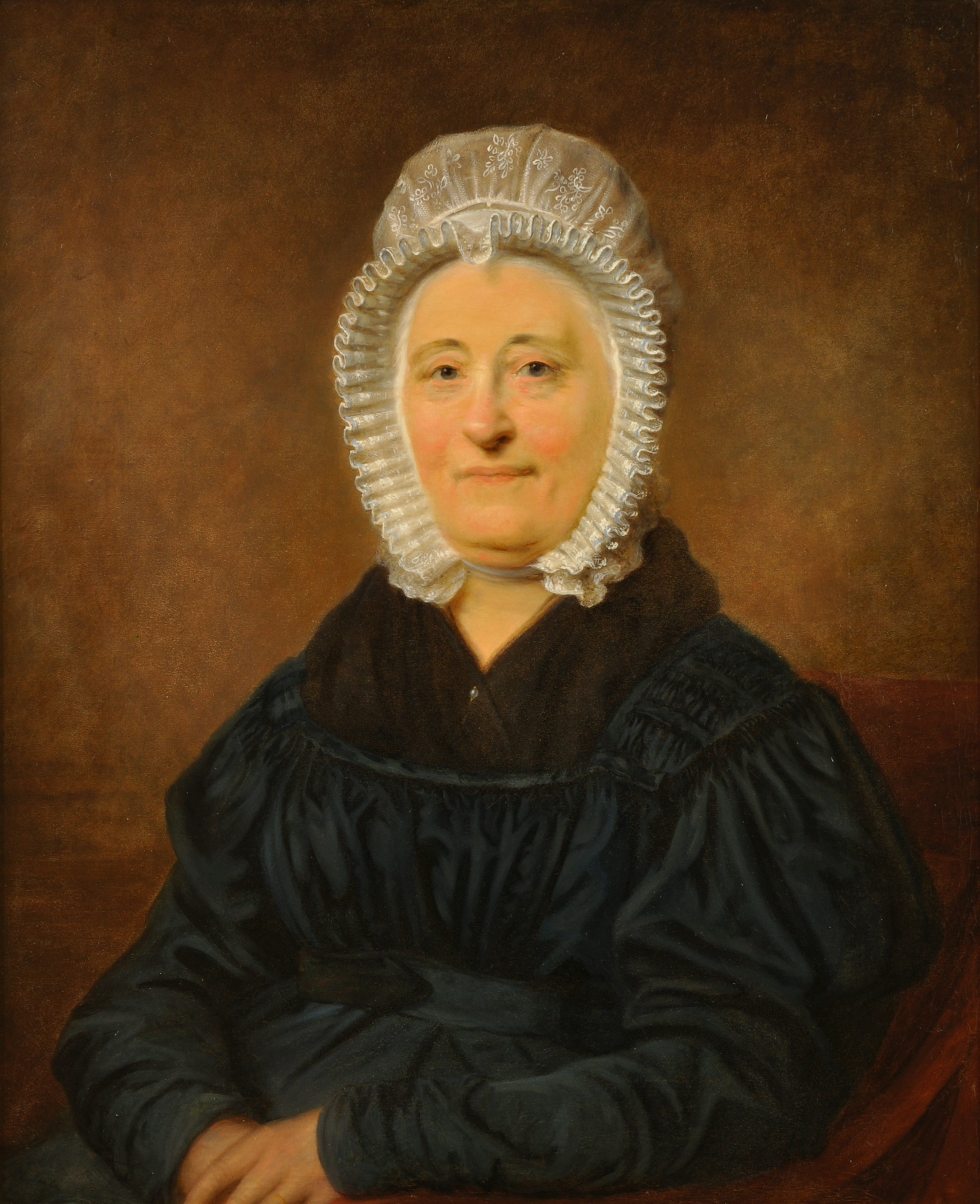
Wijnanda Lucretia Tydeman (1770-1826), de tweede echtgenote van Adrianus Bonebakker

- Biografisch Portaal: 43217026
- International Standard Name Identifier: 0000 0000 4908 4760
- Library of Congress Control Number: no2006040209
- Nederlandse Thesaurus van Auteursnamen: 289026504
- RKD-Nederlands Instituut voor Kunstgeschiedenis: 120889
- Union List of Artist Names: 500657427
- Virtual International Authority File: 41590736
- WorldCat: E39PBJwX4DDD6Kwxgxrp7qmyBP